# Mariscala de Juárez (kommun)
Mariscala de Juárez är en kommun i Mexiko.   Den ligger i delstaten Oaxaca, i den sydöstra delen av landet, 200 km sydost om huvudstaden Mexico City.
Följande samhällen finns i Mariscala de Juárez:
- Mariscala de Juárez
- Santa Cruz el Fraile